# Rhyacophila quadrata
Rhyacophila quadrata là một loài Trichoptera hóa thạch trong họ Rhyacophilidae.